# Al-Barâ' ibn Mâlik
Pour les articles homonymes, voir Mâlik.
Al-Barâ' ibn Mâlik était un Ansar des Banu Khazraj et un compagnon du prophète de l'Islam, Mahomet.

## Famille
Il était le frère d'Anas ibn Malik. Il était physiquement assez maigre et ses cheveux étaient désordonnés. Sa mère s'appelait Rumaysa bint Milhan (en). Elle appartenait aux Banu Najjar (en) et fut surnommée Oumm Soulaym. Son père s'appelait Malik ibn Nadr. Rumaysa se remaria avec Abu Talha ibn Thabit, le père `Abdullah ibn Talha.

## Activité militaire
Il acquit une forte réputation par son courage surtout lors de la bataille d'Al-Yamama opposant les premiers Compagnons de Mahomet à Musaylima dit Al-Kadhdhab (le menteur, l'imposteur), qui eut lieu peu de temps après la mort de Mahomet et où de nombreux compagnons tombèrent. Lors de la bataille, Khalid ibn al-Walid qui commandait les différentes factions de l'armée musulmane, demanda à Al-Barâ' de charger : « Charge, ô jeune homme des Ansar ! » Al-Barâ se retournant vers ses soldats et dit : « Ô Ansar, qu'aucun d'entre vous ne pense à retourner à Médine. Il n'y a plus de Médine après ce jour. Il n'y a qu'Allah et le Paradis ».
L'armée de Musaylima se retrancha ensuite dans leur forteresse. C'est à ce moment qu'Al-Barâ' se distingua. Il demanda à ce qu'on le soulève sur un bouclier et qu'on le jette par-dessus les murailles de la forteresse. Il parvint dans le jardin devant l'entrée, arriva à survivre aux attaques des soldats adverses qui lui infligèrent plus de quatre-vingt blessures mais il réussit à ouvrir la porte pour que l'armée musulmane puisse pénétrer dans la forteresse et même à tuer quelques soldats avant cela. On peut dire que c'est grâce à lui que les musulmans ont gagné ce combat face à Musaylima et son armée. Son empressement à aller au devant de la mort poussa Omar ibn al-Khattab à recommander de ne pas lui donner de poste à responsabilité dans les troupes musulmanes.
Il mourut en 640 lors du siège de la solide forteresse de Shushtar en Perse en escaladant les murailles pour tenter de sauver son frère Anas qui était accroché aux crochets de fer brûlant que les Perses avaient lancé du haut de leur forteresse.